# José Pinto Rosas
José Pinto Rosas (Antequera, 11 de novembre de 1929 - 30 de novembre de 2024) fou un exfutbolista espanyol de les dècades de 1950 i 1960.

## Trajectòria
Després de jugar a l'equip de la seva ciutat natal i al Recreación de Logroño (filial del Logroñés) mentre feia el servei militar, es traslladà a Girona per defensar els colors del Girona FC durant tres temporades. L'any 1955 fou fitxat pel FC Barcelona, que el cedí al filial Espanya Industrial/Comtal. El 1959 pujà al primer equip, on jugà dues temporades, amb 16 partits de lliga disputats. En la primera temporada guanyà la lliga i la Copa de Fires. A continuació jugà durant quatre temporades al Reial Valladolid, i el 1965 tornà a Girona, on acabà la seva carrera de futbolista. Es convertí en entrenador, dirigint principalment a clubs de les comarques gironines.

## Palmarès
- Lliga espanyola:
  - 1959-60
- Copa de Fires:
  - 1959-60